# Grant Delpit
Grant Joshua Delpit (* 20. September 1998 in New Orleans, Louisiana) ist ein US-amerikanischer American-Football-Spieler auf der Position des Safety. Aktuell spielt er für die Cleveland Browns in der National Football League (NFL).

## Frühe Jahre
Delpit wurde in New Orleans geboren, wo er bis 2005 auch aufwuchs. Aufgrund der durch den Hurrikan Katrina verursachten Schäden in der Stadt zog die Familie daraufhin nach Houston, wo sie zunächst bei Delpits Cousin, dem ehemaligen All-Pro Fullback Lorenzo Neal, wohnten. Delpit besuchte dort zunächst die St. Thomas High School, ehe er nach zwei Jahren auf die Lamar High School, ebenfalls in Houston, wechselte. Doch auch an der Lamar High School blieb Delpit nur ein Jahr und wechselte für sein letztes Highschooljahr schließlich auf die IMG Academy in Bradenton, Florida. Dort kam er vor allem in der Defense zum Einsatz und konnte in seinem Jahr an der Schule 47 Tackles und 5 Interceptions verzeichnen. Nach seinem Highschoolabschluss erhielt er ein Stipendium der Louisiana State University aus Baton Rouge und kehrte somit in seinen Heimatstaat zurück. Bereits in seinem ersten Jahr wurde er zum Stammspieler bei den Tigers und kam in 13 Spielen zum Einsatz. Insgesamt kam er für sein Team in 40 Spielen zum Einsatz und konnte dabei 199 Tackles, 7 Sacks sowie 8 Interceptions verzeichnen. 2019 gewann er in seinem letzten Jahr an der Schule den Jim Thorpe Award als bester Defensive Back im College Football. Daneben wurde er 2018 und 2019 ins All-American-Team sowie ins First-Team All-SEC berufen. Auch mit seiner Mannschaft war Delpit äußerst erfolgreich, so konnte er 2019 mit ihnen das College Football Playoff National Championship Game gegen die Clemson University gewinnen und sich somit zum Meister im College Football krönen. Daneben gewannen Delpit und sein Team noch 2018 den Fiesta Bowl sowie 2019 den Peach Bowl.

## NFL
Beim NFL Draft 2020 wurde Delpit in der 2. Runde an 44. Stelle von den Cleveland Browns ausgewählt. Während der Saisonvorbereitung riss er sich jedoch die Achillessehne, sodass er für die gesamte Saison 2020 verletzt ausfiel. In der Vorbereitung zur Saison 2021 zog er sich erneut eine Verletzung zu, diesmal an der Oberschenkelmuskulatur, sodass er auch große Teile der Saisonvorbereitung 2021 verpasste. Nachdem er auch das erste Spiel der Saison 2021 noch verpasst hatte, konnte er sein Debüt schließlich am 2. Spieltag der Saison beim 31:21-Sieg gegen die Houston Texans geben, bei dem er 6 Tackles und auch seinen ersten Sack in der NFL an Quarterback Davis Mills verzeichnen konnte. Daraufhin stand er am folgenden Spieltag beim 26:6-Sieg gegen die Chicago Bears erstmals als Starter auf dem Feld. Auch im restlichen Verlauf der Saison kam Delpit regelmäßig sowohl in der Defense als auch in den Special Teams zum Einsatz. Am 12. Spieltag konnte er bei der 16:10-Niederlage gegen die Baltimore Ravens seine erste Interception in der NFL von Lamar Jackson fangen. Daraufhin gelangen ihm im nächsten Spiel am 14. Spieltag beim 24:22-Sieg gegen die Ravens insgesamt 11 Tackles, bis dato seine Karrierehöchstleistung. Dies konnte er am 17. Spieltag bei der 14:26-Niederlage gegen die Pittsburgh Steelers noch einmal wiederholen.
In die Saison 2022 startete Delpit schließlich als Stammspieler in der Defense seiner Mannschaft. Direkt am 1. Spieltag konnte er beim 26:24-Sieg gegen die Carolina Panthers eine Interception von Quarterback Baker Mayfield fangen. Am 17. Spieltag gelangen ihm beim 24:10-Sieg gegen die Washington Commanders sogar zwei Interceptions von Carson Wentz. Mit insgesamt 105 Tackles und vier Interceptions hatte er in beiden Kategorien die meisten seines Teams in der Saison. Auch in die Saison 2023 startete er als Stammspieler seiner Mannschaft. Direkt am zweiten Spieltag konnte er bei der 22:26-Niederlage gegen die Pittsburgh Steelers eine Interception von Quarterback Kenny Picket fangen. Sowohl am 7. als auch am 9. Spieltag gelangen ihm 10 Tackles, jeweils seine Saisonbestleistung. Beim 31:27-Sieg gegen die Jacksonville Jaguars am 14. Spieltag konnte er einen Sack an Quarterback Trevor Lawrence verzeichnen. Allerdings verletzte er sich in der Partie an der Leiste, sodass er die restliche Saison verletzungsbedingt verpasste und auf die Injured Reserve Liste gesetzt wurde. Auch die 14:45-Niederlage gegen die Houston Texans in der Wildcard-Runde der Playoffs verpasste er verletzungsbedingt.
Im Dezember 2023 verlängerte Delpit seinen Vertrag bei den Browns um drei weitere Jahre.

## Karrierestatistiken
| Legende | Legende            |
| ------- | ------------------ |
| Fett    | Karrierehöchstwert |

### Regular Season
| Saison                             | Team             | Spiele | Spiele  | Tackles      | Tackles      | Tackles      | Tackles      | Interceptions | Interceptions | Interceptions | Interceptions | Interceptions | Interceptions | Fumbles      | Fumbles      | Fumbles      |
| Saison                             | Team             | Gesamt | Starter | Gesamt       | Solo         | Assist       | Sack         | PD            | Int           | Yards         | Avg           | Lang          | TD            | FF           | FR           | TD           |
| ---------------------------------- | ---------------- | ------ | ------- | ------------ | ------------ | ------------ | ------------ | ------------- | ------------- | ------------- | ------------- | ------------- | ------------- | ------------ | ------------ | ------------ |
| 2020                               | Browns           | 0      | 0       | Ohne Einsatz | Ohne Einsatz | Ohne Einsatz | Ohne Einsatz | Ohne Einsatz  | Ohne Einsatz  | Ohne Einsatz  | Ohne Einsatz  | Ohne Einsatz  | Ohne Einsatz  | Ohne Einsatz | Ohne Einsatz | Ohne Einsatz |
| 2021                               | Browns           | 15     | 7       | 66           | 43           | 23           | 1,0          | 3             | 1             | 5             | 5,0           | 5             | 0             | 1            | 0            | 0            |
| 2022                               | Browns           | 17     | 16      | 105          | 72           | 33           | 0,0          | 10            | 4             | 36            | 9,0           | 40            | 0             | 0            | 0            | 0            |
| 2023                               | Browns           | 13     | 13      | 80           | 63           | 17           | 1,5          | 3             | 1             | 0             | 0,0           | 0             | 0             | 0            | 1            | 0            |
| 2024                               | Browns           | 16     | 16      | 111          | 68           | 43           | 1,0          | 1             | 0             | 0             | 0,0           | 0             | 0             | 0            | 1            | 0            |
| Gesamte Karriere                   | Gesamte Karriere | 61     | 52      | 362          | 246          | 116          | 3,5          | 17            | 5             | 41            | 6,8           | 40            | 0             | 1            | 2            | 0            |
| Quelle: pro-football-reference.com |                  |        |         |              |              |              |              |               |               |               |               |               |               |              |              |              |

### Postseason
| Saison           | Team             | Spiele | Spiele  | Tackles                         | Tackles                         | Tackles                         | Tackles                         | Tackles                         | Interceptions                   | Interceptions                   | Interceptions                   | Interceptions                   | Interceptions                   | Interceptions                   | Fumbles                         | Fumbles                         | Fumbles                         |
| Saison           | Team             | Gesamt | Starter | Gesamt                          | Solo                            | Assist                          | Sack                            | Safety                          | PD                              | Int                             | Yards                           | Avg                             | Lang                            | TD                              | FF                              | FR                              | TD                              |
| ---------------- | ---------------- | ------ | ------- | ------------------------------- | ------------------------------- | ------------------------------- | ------------------------------- | ------------------------------- | ------------------------------- | ------------------------------- | ------------------------------- | ------------------------------- | ------------------------------- | ------------------------------- | ------------------------------- | ------------------------------- | ------------------------------- |
| 2020             | Browns           | 0      | 0       | Verletzungsbedingt ohne Einsatz | Verletzungsbedingt ohne Einsatz | Verletzungsbedingt ohne Einsatz | Verletzungsbedingt ohne Einsatz | Verletzungsbedingt ohne Einsatz | Verletzungsbedingt ohne Einsatz | Verletzungsbedingt ohne Einsatz | Verletzungsbedingt ohne Einsatz | Verletzungsbedingt ohne Einsatz | Verletzungsbedingt ohne Einsatz | Verletzungsbedingt ohne Einsatz | Verletzungsbedingt ohne Einsatz | Verletzungsbedingt ohne Einsatz | Verletzungsbedingt ohne Einsatz |
| 2023             | Browns           | 0      | 0       | Verletzungsbedingt ohne Einsatz | Verletzungsbedingt ohne Einsatz | Verletzungsbedingt ohne Einsatz | Verletzungsbedingt ohne Einsatz | Verletzungsbedingt ohne Einsatz | Verletzungsbedingt ohne Einsatz | Verletzungsbedingt ohne Einsatz | Verletzungsbedingt ohne Einsatz | Verletzungsbedingt ohne Einsatz | Verletzungsbedingt ohne Einsatz | Verletzungsbedingt ohne Einsatz | Verletzungsbedingt ohne Einsatz | Verletzungsbedingt ohne Einsatz | Verletzungsbedingt ohne Einsatz |
| Gesamte Karriere | Gesamte Karriere | 0      | 0       | 0                               | 0                               | 0                               | 0,0                             | 0                               | 0                               | 0                               | 0                               | 0,0                             | 0                               | 0                               | 0                               | 0                               | 0                               |